# Лейбл звукозаписи

Этикетка на виниловой пластинке

Лейбл звукоза́писи (англ. record label, торговая марка звукозаписывающей компании) — бренд, созданный компаниями, занимающимися производством, распространением и продвижением аудио- и иногда видеозаписей (главным образом музыкальные видеоклипы и видеозаписи концертов) на носителях разных форматов (среди которых грампластинки, компакт-кассеты, компакт-диски, мини-диски, SACD, DVD; с развитием интернета также получили популярность цифровая дистрибуция и потоковые трансляции мультимедиа).
Лейблы звукозаписи также обеспечивают соблюдение авторского права, поиск и последующее развитие новых музыкантов. Термин «лейбл звукозаписи» происходит от круглой этикетки в центре виниловой пластинки, которая отображает название производителя, а также другую информацию.

## Индустрия
В настоящее время многие звукозаписывающие компании — это огромные корпорации, которые владеют большим количеством звукозаписывающих лейблов. Например, компания Warner Music Group владеет такими лейблами, как Atlantic Records, Reprise Records, Maverick Records. По большей части эти компании расположены в Лос-Анджелесе, Нью-Йорке и Нашвилле.
Самыми крупными на данный момент корпорациями в сфере звукозаписи, так называемыми мейджор-лейблами (англ. major label), являются Universal Music Group, Sony Music Entertainment и Warner Music Group.
В последнее время также наблюдается всплеск независимых лейблов, так называемых инди-лейблов, представляющих собой альтернативу мейнстриму от мажор-лейблов. Мажоры и инди часто сотрудничают на взаимовыгодных условиях, в частности, они могут выполнять по заказу друг друга те или иные этапы производства, распространения и продвижения музыки.
В конце первого десятилетия XXI века, с развитием интернет-технологий, помимо традиционных лейблов, которые издают музыку на традиционных носителях, появился новый тип лейблов, так называемых нет-лейблов, которые распространяют музыку в цифровых звуковых форматах (главным образом MP3), предоставляя доступ к прямому скачиванию этих файлов.
При этом нет-лейблы одновременно с онлайн-релизами нередко выпускают ограниченные тиражи компакт-дисков и других популярных носителей информации (флэш-диски и др.), распространяя их в основном по обычной почте.